# Thank You for Loving Me
Thank You for Loving Me è una canzone dei Bon Jovi, scritta da Jon Bon Jovi e Richie Sambora.  È stata estratta come terzo singolo dal settimo album in studio del gruppo, Crush, nel novembre del 2000. È una power ballad nello stile simile di alcuni precedenti brani della band, come Always e Bed of Roses. 
Ha raggiunto la posizione numero 12 nel Regno Unito, la numero 57 negli Stati Uniti e la numero 14 in Italia. Si è inoltre posizionata al primo posto in Argentina nel febbraio del 2001.
Jon Bon Jovi ha dichiarato di aver preso spunto per questa canzone dalla scena finale del film Vi presento Joe Black, quando il personaggio interpretato da Brad Pitt cita la frase "Thank You for Lovin' Me".
Il brano è stato usato come sottofondo nei titoli finali del DVD The Crush Tour.

## Video musicale
Il video musicale della canzone è stato girato a Roma, in Italia, principalmente nei pressi della piazza della Fontana di Trevi, luogo di culto per tutti gli innamorati. A essere protagoniste nel video sono proprio coppie di amanti di tutte le età, dai giovani agli anziani, mentre vengono mostrati il cantante Jon Bon Jovi e il chitarrista Richie Sambora che eseguono il brano seduti ad un tavolo. Gli altri membri del gruppo, David Bryan e Tico Torres, compaiono in alcune scene in giro per Roma. Una delle protagoniste femminili del video è l'allora sconosciuta attrice italiana Giulia Bevilacqua.

## Formazione

### Bon Jovi
- Jon Bon Jovi - voce, chitarra acustica
- Richie Sambora - chitarra, cori
- David Bryan - tastiere
- Tico Torres - batteria

### Altri musicisti
- Hugh McDonald - basso

## Tracce
Versione britannica
1. Thank You for Loving Me (versione ridotta) 4:07 (Jon Bon Jovi, Richie Sambora)
2. Captain Crash & The Beauty Queen From Mars (Live) – 5:20 (Bon Jovi, Sambora)
3. Runaway (acustica) – 5:35 (Bon Jovi, George Karak)
4. Just Older (Live) – 5:15 (Bon Jovi, Billy Falcon)

Versione britannica
1. Thank You for Loving Me (versione ridotta) – 4:07 (Bon Jovi, Sambora)
2. Born to Be My Baby (Live) – 5:21 (Bon Jovi, Sambora, Desmond Child)
3. I'll Be There for You (Live) – 6:48 (Bon Jovi, Sambora)
4. I'll Sleep When I'm Dead (Live) – 5:58 (Bon Jovi, Sambora, Child)

45 giri
1. Thank You for Loving Me – 5:09 (Bon Jovi, Sambora)
2. Bed of Roses – 6:34 (Bon Jovi)

Le tracce dal vivo sono state registrate durante il Crush Tour.

## Classifiche
| Classifica (2000/01)             | Posizione massima |
| -------------------------------- | ----------------- |
| Argentina                        | 1                 |
| Australia                        | 34                |
| Austria                          | 14                |
| Belgio (Fiandre)                 | 17                |
| Belgio (Vallonia)                | 6                 |
| Brasile                          | 47                |
| Finlandia                        | 19                |
| Germania                         | 25                |
| Irlanda                          | 19                |
| Italia                           | 14                |
| Norvegia                         | 20                |
| Paesi Bassi                      | 24                |
| Portogallo                       | 8                 |
| Regno Unito                      | 12                |
| Spagna                           | 14                |
| Stati Uniti                      | 57                |
| Stati Uniti (adult contemporary) | 15                |
| Stati Uniti (pop)                | 37                |
| Stati Uniti (adult top 40)       | 22                |
| Stati Uniti (radio)              | 60                |
| Svezia                           | 46                |
| Svizzera                         | 26                |